# Bologna
Bologna [boˈloɲːa] (în limba emiliană Bulåggna, în latină Bononia, mai rar în română Bolonia) este un oraș-cetate din nordul Italiei. Este denumit „orașul roșu” pentru culoarea acoperișurilor și fațadelor sale.
Într-o zi senină, se poate vedea până la Verona și în Dolomiți din turnul Asinelli (Torre degli Asinelli).

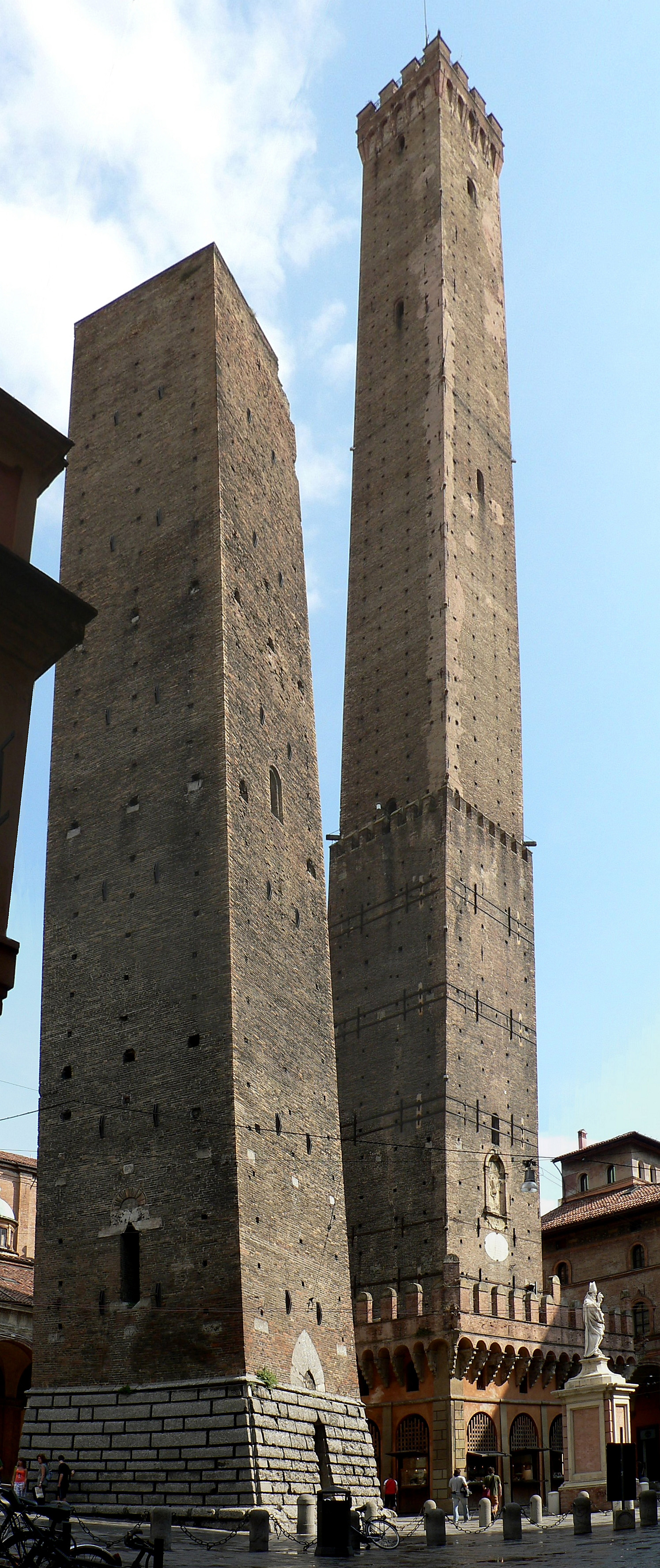
Cele Două Turnuri (Due Torri)

## Geografie
Bologna, capitala regiunii Emilia-Romagna, se află la o distanță de circa 125 km de Marea Adriatică, 84 km de Ravenna, 105 km de Florența, 152 km de Veneția, 210 km de Milano si 380 km de Roma.
Este un oraș de tradiție antică, la început locuit de etrusci și mai târziu de romani, astăzi cunoscut pentru viața sa culturală și universitară (aici se afla cea mai veche universitate din Europa - 1088) precum și pentru gastronomia locală.

## Istorie
În anul 1088 a fost înființată Universitatea din Bologna, cea mai veche universitate din Europa.
În anul 1980 a avut loc Atentatul de la Bologna, în care au murit 85 de persoane și alte 200 au fost rănite.

## Demografie

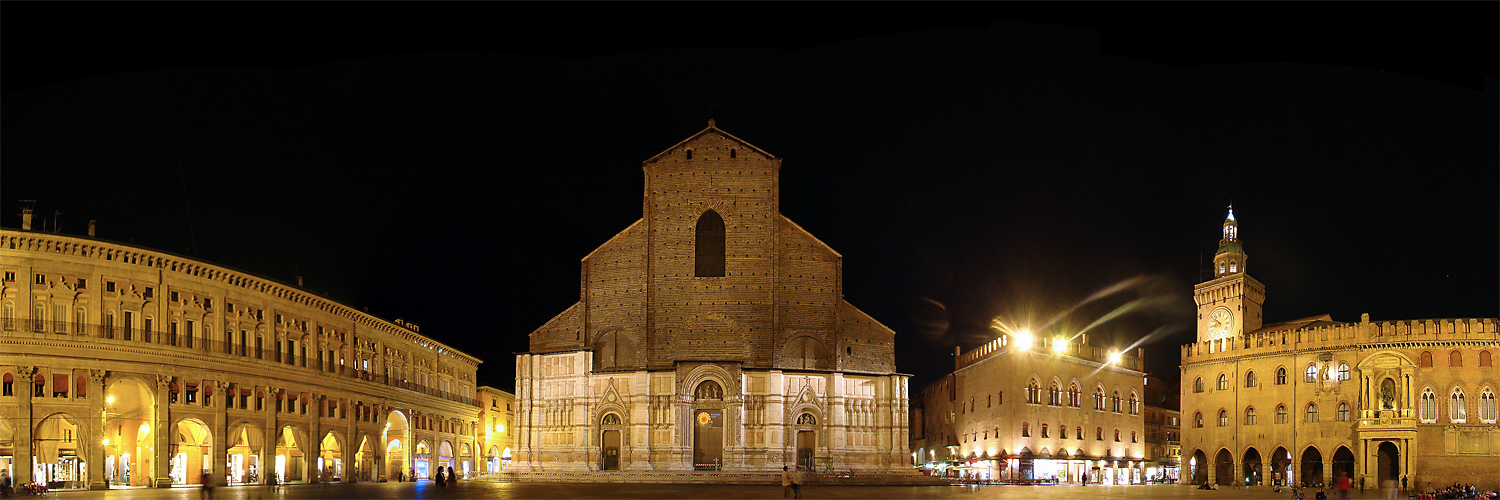
Piazza Maggiore

Bologna - evoluția demografică

|  | Graficele sunt indisponibile din cauza unor probleme tehnice. Mai multe informații se găsesc la Phabricator și la wiki-ul MediaWiki. |

Date: Recensăminte sau birourile de statistică - grafică realizată de Wikipedia

## Turism
- Atracții: Piazza Maggiore, cele doua turnuri (Due Torri) Asinelli (98m) și Garisenda (47m), Via Zamboni, Palatul regelui Enzo, biserica S. Giacomo Maggiore.
- Mâncare tipică orașului: tortellini bolognezi.